# EHC Biel
EHC Biel (fr. HC Bienne) – szwajcarski klub hokeja na lodzie z siedzibą w Biel/Bienne.

## Sukcesy
- Złoty medal mistrzostw Szwajcarii: 1978, 1981, 1983
- Srebrny medal mistrzostw Szwajcarii: 1976, 1979
- Brązowy medal mistrzostw Szwajcarii: 1977
- Złoty medal Nationalliga B: 1975, 2004, 2006, 2007, 2008
- Srebrny medal Nationalliga B: 1964, 1998, 2001
- Brązowy medal Nationalliga B: 1973, 1974